# Der Bettler von Savern
Der Bettler von Savern ist ein deutsches Stummfilmmelodram aus dem Jahre 1918 von Franz Hofer mit Werner Krauß in der Titelrolle.

## Handlung
Henri Latour ist ein Lebemann wie er im Buche steht. Er wirft das Geld mit vollen Händen heraus und gibt sich ganz den schönen Dingen hin, ohne diejenigen zu beachten, die ihm am Wegesrand begegnen und denen es sehr viel schlechter als ihm ergeht. So verhält er sich auch einem Bettler gegenüber, dem er an der Kathedrale von Savern begegnet. Dessen ausgehungerter, leerer Blick trifft ihn zwar bis ins Mark, doch geben mag er dieser zerlumpten Gestalt nichts.
Aus einer Sektlaune heraus kauft Henri eines Tages einem befreundeten Maler ein Bild ab. Das Kolossalwerk wird Latour zugeliefert … und er ist zutiefst betroffen. Er sieht dort die ihm bekannte, zerlumpte Gestalt, und das Gemälde trägt den Namen „Der Bettler von Savern“. Er bringt das Bild an der Wand seines Rauchzimmers an. Als er eines Abends wieder einmal von einer lustigen Gesellschaft heimkehrt, scheint es ihm, als würde sich der Bettler in dem Bild bewegen. Da Henri schon einiges getrunken hatte, schenkt er dem nicht allzu viel Bedeutung und fällt bald in einen tiefen Schlaf.
Im Traum erscheint ihm der Bettler und erzählt dem von Glück und Reichtum Gesegneten von seinem schweren Lebensschicksal: Einst war er ein junger Bildhauer, der seine Freundin, zugleich sein Modell, geschwängert hatte. Er ließ sie aber im Stich, um ein anderes, reicheres Mädchen zu heiraten. Fortan gab er sich dem Glücksspiel hin und verlor enorme Geldsummen. Daraufhin trennte sich seine Gattin von ihn, und der Bildhauer rutschte gesellschaftlich ins Bodenlose ab. Die Bildhauerei machte ihm keinen Spaß mehr, die Aufträge blieben aus, und schließlich versuchte er sich sogar selbst als Modell. Der Hunger und sein selbstverschuldetes Elend trieben ihn in die Kathedrale, wo der Gefallene seit seiner Kindheit erstmals wieder zu beten lernte.
Dort brach er zusammen. Ein ausgemergeltes, junges Mädchen, das gleichfalls zu Gott betete, sah ihn und half ihm wieder auf. Am Finger trug dieses Mädchen einen Ring. Es war derjenige Ring, den er seiner schwangeren Geliebten einst beim Abschied geschenkt hatte. Dieses Mädchen hier war also seine Tochter! Sie war sehr schwach, beinah dem Hungertod geweiht. Er brachte sie zu sich in seine dürftige Stube, um sie aufzupäppeln. Das Mädchen hatte Fieber, und so legte er sie zu Bett. Dann tat der Mann etwas, was er bislang noch nie getan hatte: er ging betteln. Als er zurückkehrte, war das Mädchen an Entkräftung gestorben.
Als Henri Latour aus diesem Alptraum erwacht, erwarten ihn schon seine Freunde, die ihn zu einem allabendlichen Gelage abholen wollen. Doch der Lebemann ist nachdenklich geworden und weist deren Ansinnen höflich zurück. Er beabsichtigt, sein Leben von Grund auf umzukrempeln. Henri will nunmehr einer ernsthaften Arbeit nachgehen, etwas „Wertvolles“ leisten. Er beginnt ein Buch zu schreiben; es wird den Titel „Der Bettler von Savern“ tragen.

## Produktionsnotizen
Der Bettler von Savern passierte im April 1918 die Filmzensur und wurde vermutlich wenig später uraufgeführt. Der Vierakter besaß zunächst eine Länge von 1170 Metern, wurde später auf 1052 Meter heruntergekürzt.
Die Österreicherin Lotte Erol war die Stiefmutter von Lien Deyers.

## Kritik
„Erschütternd ist das Leben des Bettler von Savern und die Handlung, die unerbittlich fortschreitet, Hand in Hand mit der rächenden Nemesis, hebt die Tragik des Lebens des Mannes, der von Stufe zu Stufe in das tiefste Elend sinkt. Ein Franz Hofer-Film wie geschaffen für Werner Kraus, den bedeutenden Künstler, der wieder beweist wie sehr er jeder Situation des Lebens gewachsen ist. Die Dekoration ist originell und gewählt. Die Photographie ausgezeichnet.“